# Formiana ferruginaria
Rhodostrophia ferruginaria là một loài bướm đêm trong họ Geometridae.